# Proechimys quadruplicatus
Proechimys quadruplicatus é uma espécie de roedor da família Echimyidae.
Pode ser encontrada no Brasil, Peru, Equador, Colômbia e Venezuela.